# Могильник курганний «Могила вечірня»
Могильник курганний «Могила вечірня» (2 кургани) знаходиться на території кладовища селища Бажанове між вулицями Миколи Світальського та Георга Отса Покровського району м. Кривого Рогу.

## Передісторія
Виявлений у 1983 році археологом О. О. Мельником курган належить до доби бронзи.

## Пам'ятка
Топографічно кургани розташовані на вершині домінуючої гори вододілу лівого берега річки Саксагань. Кургани по всій площі зайняті сучасними похованнями. Поверхня спланована під поховальні комплекси. Насип кургану «Могила вечірня» висотою 5,5 м, діаметром 70 м, має вигляд напівсфери із сплощеною вершиною, на якій встановлено металеву піраміду пункту тріангуляції.
Другий курган примикає до «Могили Вечірньої» зі сходу. Його висота до 2 м, діаметр до 34 м.